# ماداگاسکار (فیلم ۲۰۰۵)
ماداگاسکار (به انگلیسی: Madagascar) پویانمایی رایانه‌ای است که در سال ۲۰۰۵ توسط استودیوی دریم‌ورکس ساخته و منتشر شد. داستان این فیلم در مورد چندین حیوان است که از باغ وحش مرکزی نیویورک به‌طور ناخواسته فرار می‌کنند و پا به دنیای وحش طبیعی می‌گذارند. آن‌ها به‌طور ناخواسته سر از جزیرهٔ ماداگاسکار درمی‌آورند. بن استیلر کمدین مشهور آمریکایی، جیدا پینکت اسمیت، کریس راک و دیوید شویمر از گویندگان اصلی این پویانمایی هستند.
قسمت دوم این فیلم در سال ۲۰۰۸ و با نام ماداگاسکار: فرار به آفریقا ساخته و منتشر شد.
قسمت سوم این فیلم با نام ماداگاسکار ۳: تحت تعقیب‌ترین‌های اروپا ساخته و منتشر شد.

## داستان
در شهر نیویورک، شیری به نام الکس در باغ‌وحش سنترال پارک زندگی می‌کند و به‌عنوان جاذبه اصلی باغ‌وحش با لقب «شاه نیویورک» شناخته می‌شود. او با دوستانش وقت می‌گذراند: ملمن، یک زرافه سومالی؛ گلوریا، یک اسب آبی معمولی؛ و بهترین دوستش مارتی، یک گورخر دشتی که از زندگی روزمره خود خسته شده و آرزوی تجربه زندگی در طبیعت وحشی را دارد. در روز تولد ده‌سالگی مارتی، الکس، ملمن و گلوریا سعی می‌کنند او را خوشحال کنند، اما مارتی که همچنان ناراضی است، متوجه می‌شود که پنگوئن‌های باغ‌وحش–اسکیپر، کوالسکی، ریکو و پرایوت–قصد دارند به جنوبگان فرار کنند. مارتی سریعاً آنها را دنبال کرده و به سمت ترمینال گراند سنترال می‌رود، زیرا تصمیم دارد سوار قطاری شود که او را به کنتیکت، ایالتی نزدیک، برساند. الکس، ملمن و گلوریا برای متقاعد کردن مارتی به بازگشت، او را دنبال می‌کنند، اما در نهایت همراه با پنگوئن‌ها و دو شامپانزه به نام‌های میسون و فیل، به ایستگاه گراند سنترال می‌رسند. در آنجا، مأموران پلیس، آتش‌نشان‌ها و مسئولان کنترل حیوانات آنها را مهار می‌کنند. تحت فشار فعالان ضد اسارت حیوانات، باغ‌وحش مجبور می‌شود حیوانات فراری را با کشتی به یک ذخیره‌گاه طبیعی در کنیا بفرستد. در طول سفر، پنگوئن‌ها از صندوق‌های خود فرار کرده و کشتی را می‌دزدند تا به سمت جنوبگان حرکت کنند، که باعث می‌شود صندوق‌های حاوی الکس و دوستانش به دریا بیفتند.
پس از شسته شدن حیوانات به ساحل ماداگاسکار، آنها با جامعه لمورهای آنجا روبه‌رو می‌شوند. شکارچیان فوسا به لمورها حمله می‌کنند، اما با ظاهر ترسناک الکس فرار می‌کنند. الکس که خودخواهانه مارتی را مسئول شرایط فعلی گروه می‌داند، چندین بار تلاش می‌کند آنها را به تمدن بازگرداند. مارتی زندگی در ماداگاسکار را دقیقاً همان چیزی می‌داند که همیشه به دنبالش بوده و گلوریا و ملمن نیز به او می‌پیوندند. الکس، پس از اینکه متوجه می‌شود چقدر خودخواه و از خودراضی بوده است، با تشویق مارتی به خود می‌آید و تلاش می‌کند روابطش را اصلاح کند. اما به دلیل نداشتن استیک‌های خامی که در باغ‌وحش به او داده می‌شد، دچار گرسنگی می‌شود و غریزه شکار در او بیدار می‌شود. رهبر لمورها، شاه ژولیان سیزدهم لمور دم‌حلقه‌ای، تصمیم می‌گیرد گروهش با کشتی‌شکسته‌ها دوست شوند، به امید اینکه حضور الکس باعث شود فوساها دور بمانند. با این حال، مشاور او، موریس، یک آی-آی، نسبت به طبیعت شکارچی الکس اعتراض می‌کند. پس از مدتی، الکس عقل خود را از دست داده و به مارتی حمله می‌کند. اما با درک کاری که انجام داده، از ترس اینکه ممکن است برای دوستانش خطرناک باشد، به سمت منطقه شکارچیان جزیره، جایی که فوساها زندگی می‌کنند، فرار می‌کند. مارتی که شاهد وضعیت الکس و خطرات زندگی در طبیعت وحشی است، از تصمیمش برای ترک باغ‌وحش پشیمان می‌شود.
پنگوئن‌ها که متوجه می‌شوند جنوبگان محیطی غیرقابل‌سکونت است، کشتی را در ماداگاسکار به ساحل می‌آورند. با دیدن فرصتی برای بازگرداندن الکس به نیویورک، مارتی به سمت منطقه شکارچیان می‌رود تا الکس را متقاعد کند که بازگردد. اما الکس، به دلیل ترس از اینکه دوباره به مارتی حمله کند، این درخواست را رد می‌کند. فوساها به مارتی حمله می‌کنند و اگرچه گلوریا، ملمن و پنگوئن‌ها برای نجات او می‌آیند، تعدادشان کافی نیست و در برابر فوساها شکست‌خورده به نظر می‌رسند. در آخرین لحظه، الکس بر غرایز شکارچی خود غلبه می‌کند، دوستانش را نجات می‌دهد و فوساها را برای همیشه از قلمرو لمورها فراری می‌دهد. لمورها بار دیگر به الکس احترام می‌گذارند و پنگوئن‌ها با دادن سوشی به او گرسنگی‌اش را برطرف می‌کنند، که الکس آن را حتی بهتر از استیک می‌داند. در حالی که لمورها برای این چهار دوست یک جشن خداحافظی برگزار می‌کنند، پنگوئن‌ها تصمیم می‌گیرند حقیقت را به آنها نگویند، اینکه کشتی دیگر سوختی ندارد و آنها برای مدتی در جزیره گیر افتاده‌اند.

## صداپیشگان
- بن استیلر در نقش الکس، یک شیر آفریقایی و بهترین دوست مارتی.  تام مک گراث توضیح داد که: «بن استیلر اولین بازیگری بود که از او خواستیم در فیلم بازی کند. ما می‌خواستیم شخصیت الکس یک شیر نمایشی بزرگ باشد که در عین حال جنبه‌ای آسیب‌پذیر هم دارد.»

- کریس راک در نقش مارتی، گورخر دشتی  و بهترین دوست الکس.  تام مک گراث دربارهٔ این شخصیت می‌گوید: «مارتی کسی است که فکر می‌کند ممکن است زندگی چیزی بیشتر از آنچه در باغ‌وحش است داشته باشد. ما می‌خواستیم شخصیت او پرانرژی باشد، برای همین به سراغ کریس راک رفتیم.»

- دیوید شویمر در نقش ملمن، یک زرافهٔ شبکه‌دار، مظلوم و فراری از اجتماع که از دوستان الکس است و از میکروب‌ها می‌ترسد.  تام مک گراث می‌گوید زمانی که دنبال صداپیشه‌ای برای ملمن می‌گشتند، صدای شویمر را در سریال فرندز شنیدند و فکر کردند که «خیلی بامزه است.»

- جادا پینکت اسمیت در نقش گلوریا، اسب آبی قوی، با اعتماد به نفس، اما شیرین.  تام مک گراث گفت که آنها تمام این ویژگیها را در صدای پینکت اسمیت پیدا کردند.

- ساشا بارون کوهن در نقش پادشاه جولین سیزدهم، یک لمور دم حلقه ای و پادشاه لمورها. پادشاه جولین در ابتدا قرار بود فقط یک شخصیت «دو خطی» باشد تا اینکه بارون کوهن هشت دقیقه دیالوگ را بداهه با لهجه هندی اجرا کرد.

- سدریک اینترتینر در نقش موریس، مشاور سلطنتی و بهترین دوست پادشاه جولین (که جولین هرگز به او گوش نمی‌دهد).

- اندی ریکتر در نقش مورت، یک لمور کوچک از گونه گودمن است  که بزرگ‌ترین طرفدار شاه جولیَن و بهترین دوست موریس است.

- تام مک گراث در نقش اسکیپر، رهبر پنگوئن‌ها که فرمانده‌ی یک گروه کماندویی متشکل از خودش و سه پنگوئن دیگر است. مک‌گراث که هم‌نویسنده و هم‌کارگردان فیلم بود، در ابتدا صدای موقت شخصیت را خودش ضبط کرد. او با دیدن فیلم‌هایی با بازی بازیگران سرسختی چون جان وین، چارلتون هستون و رابرت استاک بزرگ شده بود و برای صدای اسکیپر به دنبال استاک بود. اما رابرت استاک تنها دو هفته پیش از آغاز تولید انیمیشن درگذشت. پس از آن، جفری کاتزنبرگ، مدیرعامل دریم‌ورکس انیمیشن، تصمیم گرفت همان صدای موقت را نگه دارد. مک‌گراث می‌گوید: «مردم به شنیدن صدای من عادت کرده بودند. وقتی فیلم را نمایش دادیم و جواب داد، فهمیدیم که همین باید بماند.» بسیاری از ویژگی‌های شخصیت اسکیپر از بازی‌های استاک الهام گرفته شده، به‌خصوص از   سریال جنایی تسخیرناپذیران محصول سال ۱۹۵۹.

- کریس میلر در نقش کوالسکی، پنگوئن و دستیار اول و افسر اطلاعاتی تیم اسکیپر.
  - میلر همچنین صداپیشگی تیمو را بر عهده دارد، یک تنرک که فقط در جلسه جولین دیده می‌شود.

- جفری کاتزنبرگ در نقش ریکو، پنگوئن باهوش و ساکتی که متخصص مواد منفجره و تأمین‌کننده‌ی سلاح تیم اسکیپر است و تنها با غرغر و جیغ ارتباط برقرار می‌کند. میری سوریا، تهیه‌کننده فیلم، دربارهٔ نقش بدون‌کلام کاتزنبرگ اظهار داشت: "طنز برای ما این است که او کسی است که صحبت نمی‌کند. یک چیز بسیار دادائیستی در مورد آن وجود دارد، اینطور نیست؟"
  - کاتزنبرگ همچنین صداپیشه آبنر، یک لمور چشم آبی است که فقط در صحنه بهشت دیده می‌شود.

- کریستوفر نایتز در نقش پرایوت، یک پنگوئن  با لهجه بریتانیایی که تازه‌وارد و خوش‌قلب تیم اسکیپر است. نایتس در این فیلم دستیار تدوین هم بوده است.

- کنراد ورنن در نقش میسون، یک یک شامپانزه معمولی. (فیلیپ، شامپانزه‌ی دیگر، صدا ندارد و با زبان اشاره با میسن ارتباط برقرار می‌کند. فیلیپ بلد است بخواند ولی میسن نه.)

- اریک دارنل و تام مک گراث در نقش فوساها (درندگان ماداگاسکار).
  - دارنل همچنین صداپیشگی هکتور و هورست، دو لمور را بر عهده دارد.

- دیوید پی اسمیت در نقش پانچو، یک لمور تاجدار.

- اسمیت همچنین صداپیشگی بکا، یک لمور سیاه و یک عنکبوت را بر عهده دارد.

- الیزا گابریلی در نقش نانا، یک زن نیویورکی سالخورده با لهجه آلمانی. گابریلی در ابتدا چند صدای پس‌زمینه را اجرا کرد تا اینکه کارگردانان و تهیه‌کننده از او و دیگران خواستند که اگر دوست دارند، برای نقش نانا تست بدهند. او با دیدن یک طراحی سیاه‌وسفید از نانا، مطمئن شد که می‌خواهد صدای او را اجرا کند. او صدای نانا را بر اساس لهجه‌ی مادربزرگ‌های روس و مجارش و ناپدری‌اش مدل‌سازی کرد، اما در ابتدا باور نداشت که صدایش در نسخه نهایی باقی بماند.

- باب سگت در نقش پال، یک طوطی ماکائو آبی‌ و زرد در باغ وحش.

- دیوید کاوگیل در نقش یک اسب پلیس.

- استفان آپوستولینا در نقش یک افسر پلیس.

## تولید
به گفته‌ی  تام مک گراث، کارگردان مشترک فیلم، ایده‌ی ماداگاسکار در ابتدا تنها یک جمله‌ی ساده بود، و دو سال زمان برد تا این ایده به‌اندازه‌ای پرداخت شود که چهار شخصیت اصلی آن تثبیت شوند.
در سال ۱۹۹۸، دریم‌ورکس و استودیو PDI شروع به توسعه‌ی یک انیمیشن با عنوان راکومنتری کردند که درباره‌ی یک گروه موسیقی راک از پنگوئن‌هایی شبیه گروه بیتلز بود. قرار بود این پروژه به کارگردانی اریک دارنل ساخته شود، پس از آنکه کارش روی انیمیشن مورچه‌ای به نام زی تمام شد. اما این ایده در سال ۲۰۰۱ کنار گذاشته شد. با آغاز تولید ماداگاسکار، دارنل تصمیم گرفت پنگوئن‌ها را از نو احیا کند، اما این‌بار نه به‌عنوان یک گروه موسیقی، بلکه به‌عنوان یک تیم کماندویی.
«وقتی برای اولین‌بار با اریک دارنل آشنا شدم، او روی پروژه‌ی راکومنتری کار می‌کرد؛ یک تقلید طنز از فیلم شبیه فیلم شب‌زنده‌داری با بزن و بکوب. اما به‌دلیل مشکلات مربوط به حقوق موسیقی، آن پروژه کنار گذاشته شد. وقتی داشتم روی صحنه‌ی طوفان در دریا کار می‌کردم، من و اریک فکر کردیم جالب می‌شود اگر پنگوئن‌ها کنترل کشتی را به‌دست بگیرند و آن را به سمت جنوبگان هدایت کنند. من داشتم به تیم ضربت S.W.A.T. فکر می‌کردم با پنگوئن‌هایی که رفتار تهاجمی‌شان در تضاد با بامزگی‌شان باشد. هرچه فیلم جلوتر می‌رفت، از آن‌ها استفاده کردیم تا یک داستان آینه‌ای بسازیم؛ درباره‌ی حیواناتی که می‌خواهند به جایی که فکر می‌کنند به آن تعلق دارند، بازگردند.»
در ابتدا قرار بود جولیَن یک شخصیت فرعی با تنها دو دیالوگ باشد. اما وقتی ساشا بارون کوهن برای این نقش تست داد، با لهجه‌ای هندی و هشت دقیقه دیالوگ بداهه ضبط کرد. اجرای او آن‌قدر برای فیلم‌سازان خنده‌دار بود که فیلمنامه را بازنویسی کردند و جولیَن را به شخصیت برجسته‌تری در داستان تبدیل کردند و او را به «شاه لمورها» بدل ساختند.
دینا کاروی در ابتدا برای یکی از نقش‌ها پیشنهاد شده بود، اما آن را نپذیرفت چون در آن زمان مشغول تربیت فرزندانش بود.

## جوایز
این فیلم برنده سه جایزه و چندین نامزدی شده است.
| جوایز               | رشته                              | دریافت کننده        | نتیجه |
| ------------------- | --------------------------------- | ------------------- | ----- |
| AFI's 10 Top 10     | فیلم انیمیشن                      | Madagascar          | نامزد |
| Annie Award         | بهترین انیمیشن بلند               | Mireille Soria      | نامزد |
| Annie Award         | جلوه‌های متحرک                     | Matt Baer           | نامزد |
| Annie Award         | جلوه‌های متحرک                     | Rick Glumac         | نامزد |
| Annie Award         | جلوه‌های متحرک                     | Martin Usiak        | نامزد |
| Annie Award         | طراحی شخصیت در تولید انیمیشن بلند | Craig Kellman       | نامزد |
| Annie Award         | موسیقی در تولید انیمیشن بلند      | Hans Zimmer         | نامزد |
| Annie Award         | طراحی تولید در تولید انیمیشن بلند | Yoriko Ito          | نامزد |
| Annie Award         | طراحی تولید در تولید انیمیشن بلند | Tom McGrath         | نامزد |
| Annie Award         | طراحی تولید در تولید انیمیشن بلند | Catherine Yuh Rader | نامزد |
| Golden Eagle Award  | بهترین فیلم خارجی زبان            | Madagascar          | نامزد |
| Kids' Choice Awards | فیلم انیمیشن مورد علاقه           | Madagascar          | برنده |

همچنین در سال 2008، مؤسسه فیلم آمریکا این فیلم را نامزد فهرست 10 فیلم برتر انیمیشن خود کرد.